# Virbia fasciata
Virbia fasciata är en fjärilsart som beskrevs av Rothschild 1910. Virbia fasciata ingår i släktet Virbia och familjen björnspinnare. Inga underarter finns listade i Catalogue of Life.